# Ilısu, Güzelyurt
Ilısu là một thị trấn thuộc huyện Güzelyurt, tỉnh Aksaray, Thổ Nhĩ Kỳ. Dân số thời điểm năm 2010 là 1.514 người.